# 沈九畴
沈九疇（1533年—1600年），字箕仲，號東霍、又号東華，浙江宁波府鄞县栎社（今属浙江省宁波市海曙区）人。明朝学者、诗人、政治人物。

## 生平
沈九畴于万历元年（1573年）登癸酉科浙江鄉試第八十二名舉人，萬曆五年（1577年）丁丑科考中进士，除刑部云南司主事，奉命审决江南，多所平繁，遷山西司员外郎，历郎中。万历十三年十月以按察司副使，提學江西，十七年正月升四川右参政。先是迎父就养，及迁四川，乃上书陈情曰：臣父春秋九十有二，耄矣，无入蜀理，臣又不忍絶裾，愿终养。上恻然，俾以左参政，仍领江西。岁馀，以父丧归，服除，二十一年七月复除山东右参政，分守海右道。会平度州饥，奸民啸聚几变，九畴单骑赴之，械治渠魁，境赖以安。二十三年二月升四川按察使，二十五年五月升陕西右布政使，二十六年八月官至江西左布政使。二十八年入覲陛见，得寒疾卒，年六十八。

## 家族
沈九畴生于浙东沈氏望族。据史学家全祖望《甬上望族表》记载，沈九畴与沈一贯（万历年间首辅大臣）均出自南湖沈氏，沈九畴是沈一贯族弟。南湖沈氏源自宁波鄞县栎社，细分为二族，沈一贯为一族，沈九畴为另一族。
沈九畴妾王氏，九畴艰于子，娶氏生子梦融，方四岁，九畴病革，语其嫡曰：王氏年少，我死必嫁之。氏曰：我必不嫁。九畴固以为言，王取刀割其舌，掷地示信。九畴殁，与其嫡相依，艰苦操作，抚梦融成立。
子沈鳳超，字可凡，万历四十一年进士，官海阳县知县。次子沈雲沖，字龍侯，亦能诗。
沈九畴是台湾文化巨擘沈光文的曾祖。沈光文，字文開，號斯菴，明亡後流寓臺灣，工詩文。

## 著作
- 《曲辕居诗集》十八卷
- 《丰对楼诗选》 ，四十三卷，（明）沈明臣撰，（明）沈九畴选
- 诗作有《登聚景台》、《同崔仲素流云峡小竚》和《飞来峰》等

## 遗迹遗物
- （明）万历年间沈九畴《白鹿洞示诸生》碑拓
  - 中华人民共和国全国重点文物保护单位，1988年登录。立幅，横69厘米，纵213厘米，沈九畴书写，陈经（时江西星子县知县）立石，豫章熊高镌刻。[3]
- （明）万历沈九畴、崔淳游大泽山题记刻石，位于今山东省青岛市
  - “明万历甲午腊日四明沈九畴同胶东崔淳游此山再宿而去各得诗三十首”，刻于智藏寺一六米高巨石上[4][5]
- 南昌正学书院
  - 明万历十五年，沈九畴时任江西学使，重修书院。共修葺学舍120间，并布楹联于祠堂东西两面。新建道南祠、朱子祠、芳润轩、讲堂等。沈九畴并亲自作了修记一篇。